# Sibel Siber
Pour les articles homonymes, voir Sibel (homonymie).
Sibel Siber, née en 1960 à Nicosie, est une femme politique chypriote turque,, membre du Parti républicain turc.